# اولریخ ایکری
اولریخ ایکری (انگلیسی: Ulrikke Eikeri؛ زادهٔ ۱۶ دسامبر ۱۹۹۲) یک تنیس‌باز اهل نروژ است.